# Franz Oppenheim

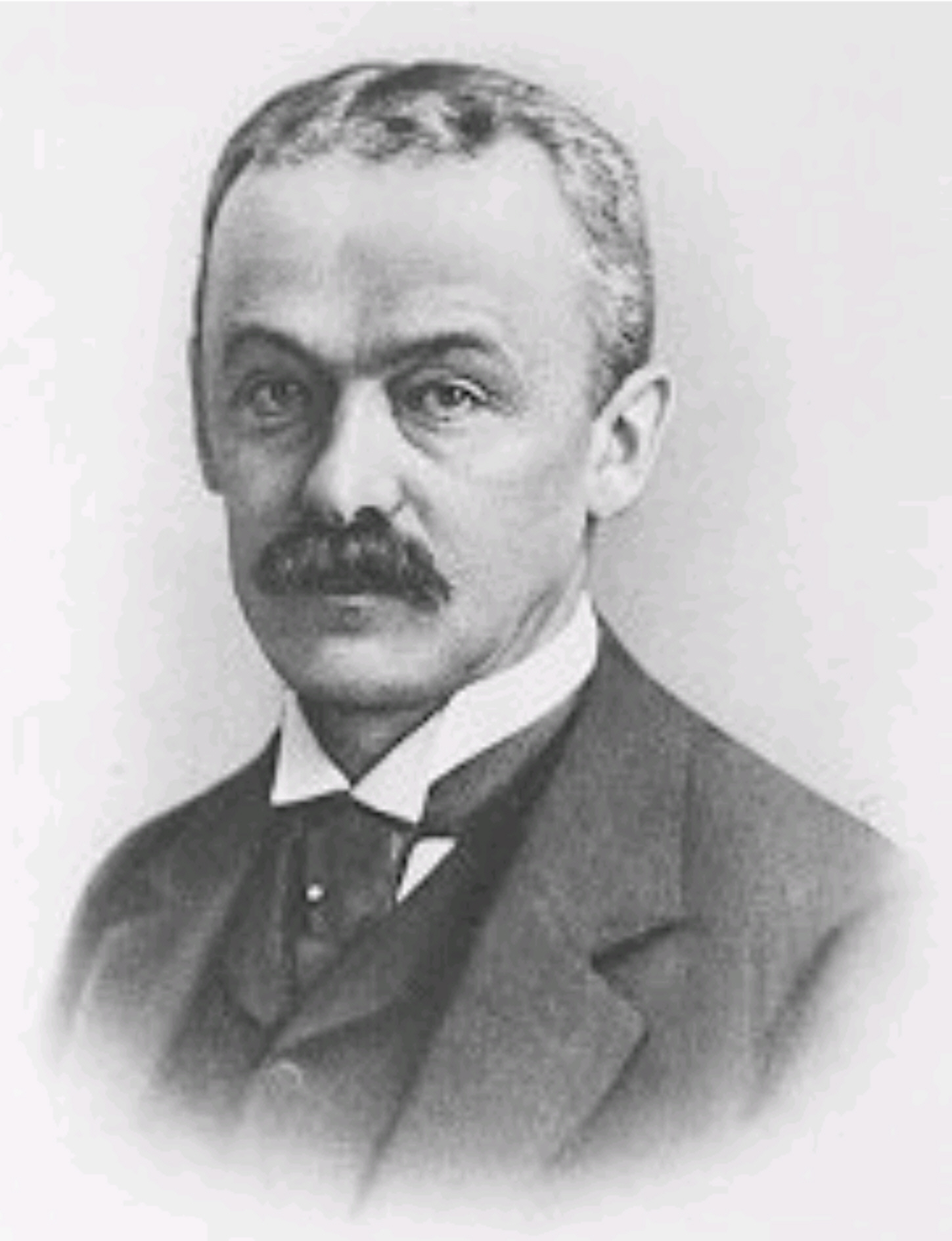

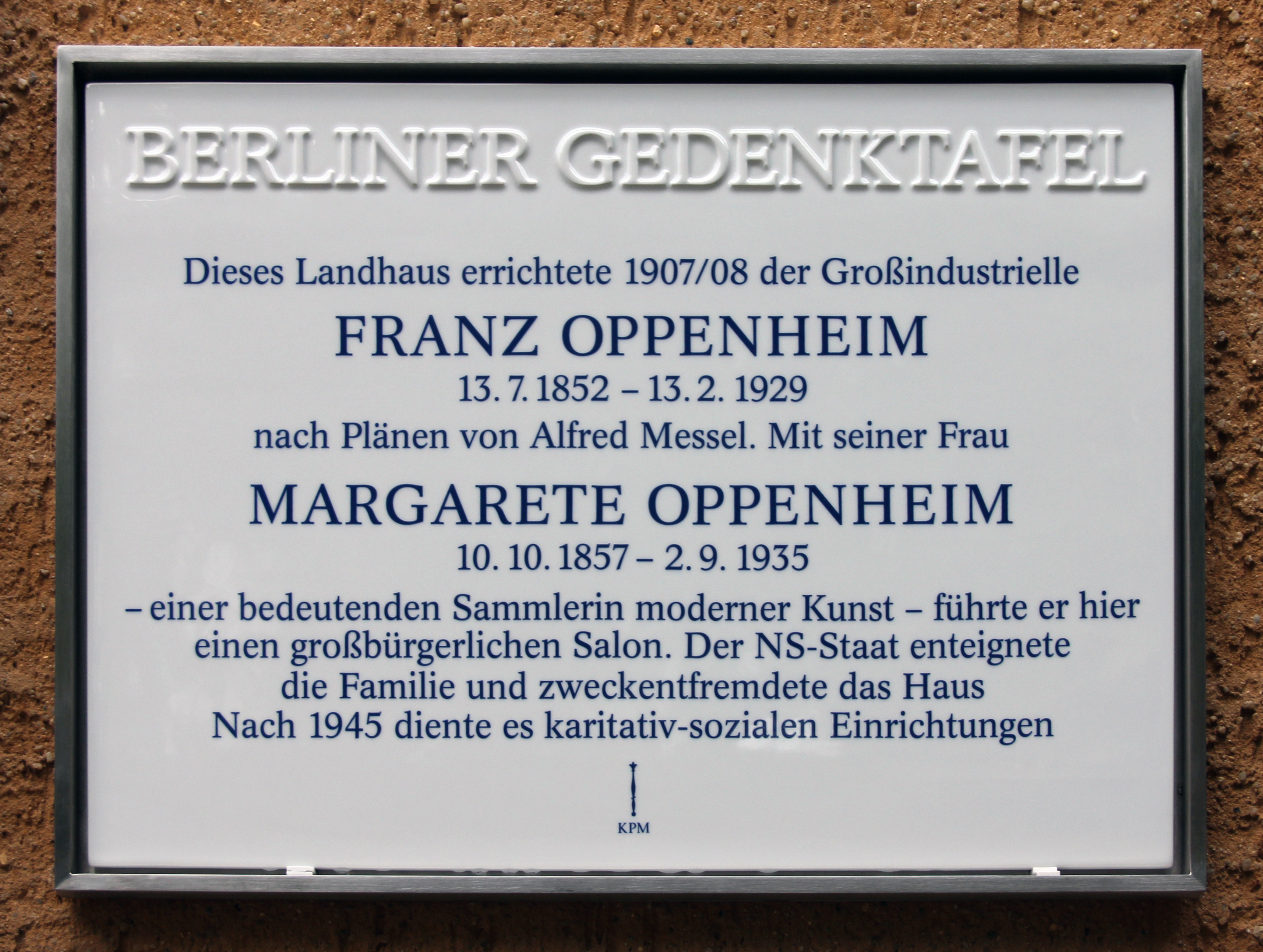
Berliner Gedenktafel am Haus, Zum Heckeshorn 38, in Berlin-Wannsee

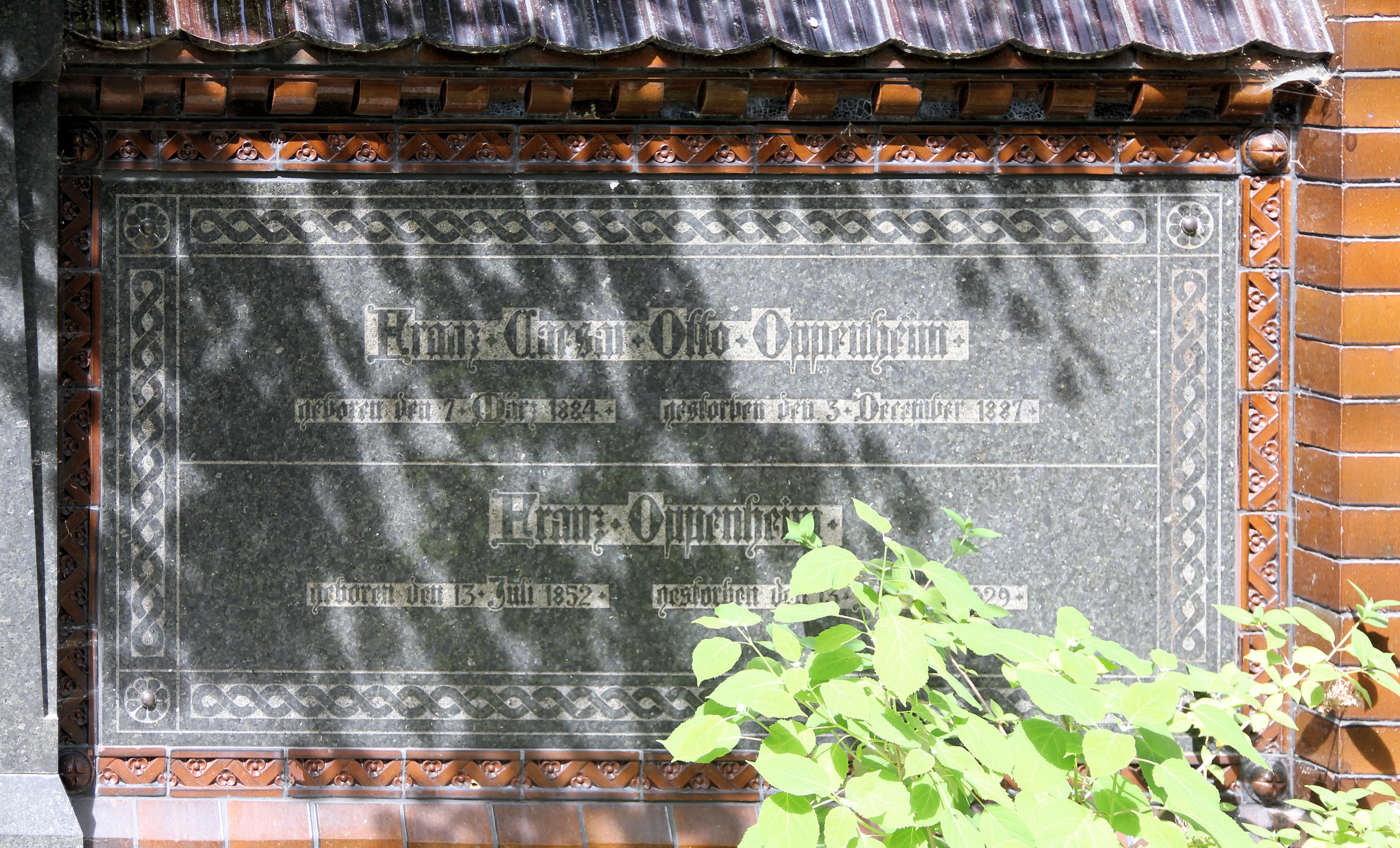
Grabstätte, Friedhof Wannsee, in Berlin-Zehlendorf

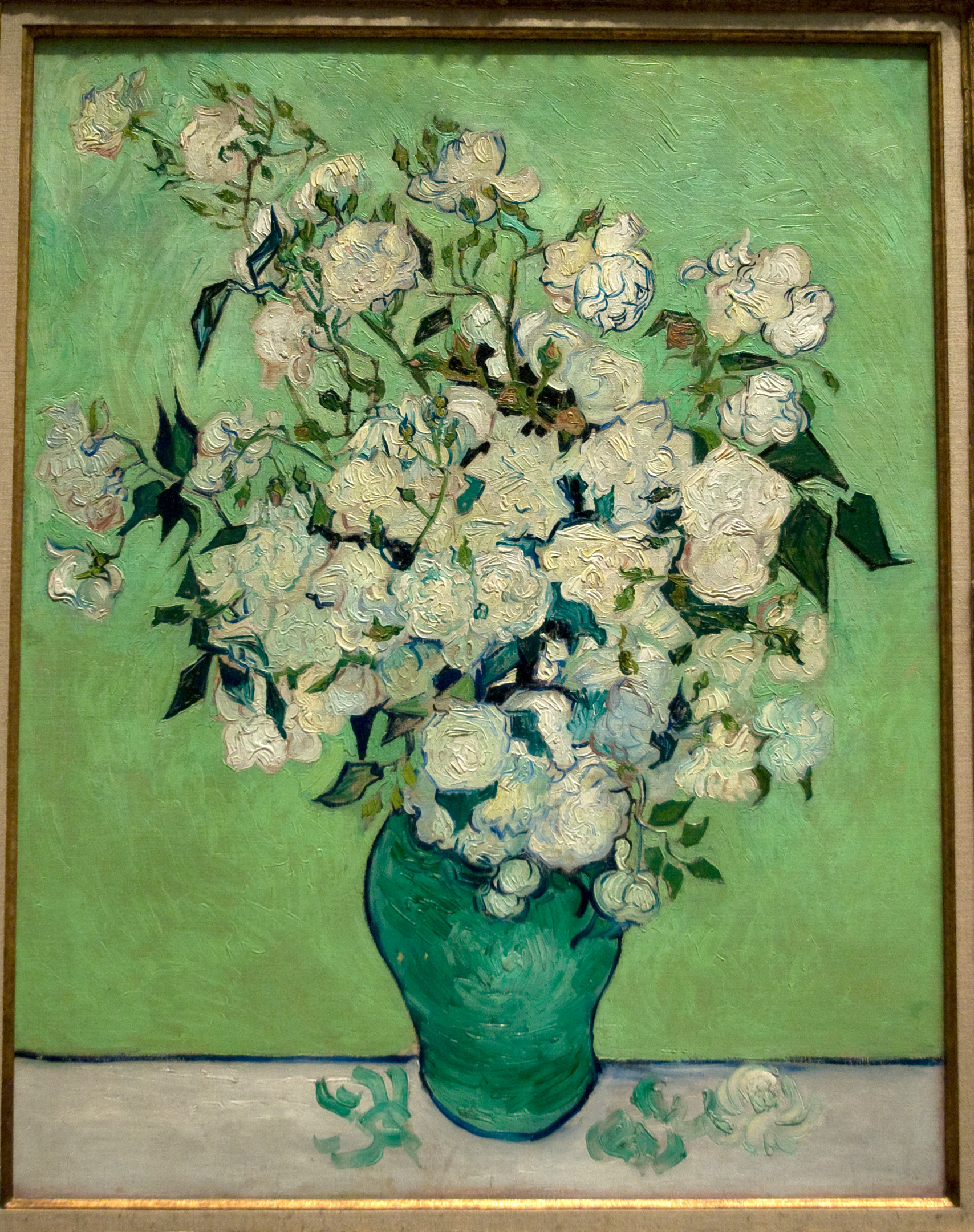
Vincent van Gogh, Vase mit Rosen, 1890, Öl auf Leinwand, 93 × 74 cm, Metropolitan Museum of Art, New York (aus der Sammlung Franz und Margarete Oppenheim)

Franz Oppenheim (* 13. Juli 1852 in Charlottenburg; † 13. Februar 1929 in Kairo/Ägypten) war ein deutscher Chemiker und Industrieller, der hauptsächlich für die Firma Agfa tätig war. Mit seiner Frau Margarete trug er eine namhafte Kunstsammlung französischer Impressionisten zusammen.

## Herkunft, Schule und Studium
Franz Otto Oppenheim wurde als Sohn des Juristen Otto Georg Oppenheim (1817–1909) und der Margarethe, geborene Mendelssohn (1823–1890), einer Enkelin Joseph Mendelssohns und Urenkelin Moses Mendelssohns in Charlottenburg bei Berlin geboren. Zu seinen Geschwistern gehörten unter anderem Else (1844–1868) und Enole Oppenheim (1855–1939), nacheinander Ehefrauen ihres Verwandten Paul Mendelssohn Bartholdy, und der Bankier Hugo Oppenheim.
Seine erste Schulbildung erhielt Franz Oppenheim im Friedrich-Wilhelms-Gymnasium in Berlin. Anschließend besuchte er bis Ostern 1868 das Marienstiftsgymnasium in Stettin, wohin sein Vater versetzt worden war. Die letzten Jahre bis zum Abitur zu Ostern 1872 ging Franz Oppenheim auf das Königliche Wilhelms-Gymnasium in Berlin. Franz Oppenheim studierte in Heidelberg bei Robert Wilhelm Bunsen Chemie. Während seines Studiums wurde er Mitglied der Burschenschaft Allemannia Heidelberg. Er unterbrach das Studium, um 1872/73 seinen Militärdienst in Berlin bei den Gardedragonern abzuleisten, den er mit dem Dienstgrad eines Vizewachtmeisters beendete. Anschließend setzte er sein Chemiestudium in Heidelberg fort und wechselte im Herbst 1874 nach Bonn, wo er 1877 mit einer Dissertation mit dem Titel Beitrag zur Kenntniss der Basen von der Constitution Cn H2n-3 Cl N2 bei Otto Wallach promoviert wurde.
Oppenheim heiratete Else Wollheim (1858–1904), Schwester von Hermine Feist (1855–1933) und Tochter Caesar Wollheims, eines führenden Kohlengroßhändlers Preußens. Dieser Ehe entstammten die Kinder Rose, Martha, Franz Caesar und Kurt Oppenheim, von denen Rose und Franz Caesar im Kindesalter verstarben. Martha Oppenheim (1882–1971) heiratete ihren Verwandten Ernst von Simson, Kurt Oppenheim (1886–1947) wurde wie sein Vater Chemiker.
Nach dem Tod seiner ersten Ehefrau heiratete Franz Oppenheim 1907 Margarete, geborene Eisner, verwitwete Reichenheim (1857–1935). Das Paar baute am Großen Wannsee in der Colonie Alsen, Große Seestraße 22, beraten von dem Architekten  Alfred Messel, eine repräsentative Villa im Landhausstil, zu der ein Gärtner-, Pförtner- und Treibhaus gehörte und das „Große Messel“ genannt wurde. Margarete Oppenheim baute bereits seit 1904 mit Hilfe des Kunsthändlers Paul Cassirer eine umfangreiche Kunstsammlung mit französischen Impressionisten auf. Gemälde von Paul Cézanne, Vincent van Gogh und Édouard Manet gehörten zur Ausstattung der Villa, in der die Familie Oppenheim einen „[…] künstlerisch ambitionierten Freundeskreis, zu dem auch Naturwissenschaftler wie Albert Einstein gehörten“ zu Soiréen versammelte. Die Cézanne-Sammlung galt als die größte Deutschlands. Weitere Sammlungsgegenstände waren Porzellan, Majoliken, Fayencen, Silberarbeiten und Kleinplastiken, die noch aus der Zeit ihrer Ehe mit Georg Reichenheim stammten. In der Villa wuchs auch Oppenheims Enkelin, die spätere Malerin Vita Petersen auf.

## Tätigkeit für Agfa
Oppenheim war nach seiner Promotion kurz als Assistent Eduard Pflügers am Physikalischen Institut der Universität Bonn tätig, trat dann als Volontär-Chemiker in die Düngemittelfabrik Vorster & Grüneberg in Calk bei Köln ein, wo er in kürzester Zeit stellvertretender Leiter der Salpeterfabrikation wurde. 28-jährig nahm er eine Tätigkeit bei der Actien-Gesellschaft für Anilinfabrikation (Agfa) auf, um seinen erkrankten Schwager und Gründer der Fabrik Paul Mendelssohn Bartholdy zu vertreten. Mit dem Tod Mendelssohn Bartholdys trat Oppenheim dauerhaft in das Unternehmen ein und leitete mehrere Jahre den Rummelsburger Betrieb der Agfa, bevor er 1886 in deren Geschäftsleitung berufen wurde.
Vom Farbstoffbetrieb der Agfa in Berlin-Treptow ausgehend wurde mit den Fotoentwicklern Eikonogen und 1891 mit Rodinal der Grundstock für die spätere Fotoabteilung der Agfa gelegt. Das Sortiment der Abteilung wurde 1896 um Röntgenfotoplatten erweitert. 1909 kam es zur Gründung der Filmfabrik Wolfen, die die gesamte Aktivitäten der Agfa auf dem Fotosektor abdeckte.
Auf Grund der Arbeit mit Zellulose für die Unterlage des Films forcierte Oppenheim die Forschung zur Kunstseide, deren Produktion ein bedeutender Geschäftszweig der Agfa wurde. Die Gründung der Farbenfabrik Wolfen wird seinem Wirken zugeschrieben.
Oppenheim war schon sehr früh an den ersten Fusionsverhandlungen in der deutschen chemischen Industrie beteiligt. 1916 gehörte er dem Gemeinschaftsrat der deutschen Teerfarbenfabriken an, ab 1925 war er Mitglied im Verwaltungs- und Aufsichtsrat der I.G. Farben AG.

## Tätigkeit in Vereinen und Verbänden
1886 trat Franz Oppenheim der Gesellschaft der Freunde bei.
In dem 1908 von Emil Fischer und Walther Nernst gegründeten Verein „Chemische Reichsanstalt“ war Oppenheim Schatzmeister. Am Zustandekommen des daraus entstandenen Kaiser-Wilhelm-Instituts für Chemie in Berlin-Dahlem hatte Oppenheim ebenfalls bedeutenden Anteil. Darüber hinaus war er an den Gründungen der Emil-Fischer-Gesellschaft zur Förderung chemischer Forschung, der Adolf-Baeyer-Gesellschaft zur Förderung der Chemischen Literatur und der Justus-Liebig-Gesellschaft zur Förderung des chemischen Unterrichts beteiligt.
Franz Oppenheim war von 1915 bis zu seinem Tod 1929 Vorsitzender der Berufsgenossenschaft der chemischen Industrie, dessen stellvertretenden Vorsitz er bereits zuvor mehrere Jahre innehatte. Weiterhin war er Mitglied des Vorstandes (Schatzmeister) und des Hauptausschusses des Vereins zur Wahrung der Interessen der Chemischen Industrie Deutschlands. Zusätzlich bekleidete er Posten im Arbeitsausschuss der Deutschen Gesellschaft für Gewerbehygiene, war Vorstandsmitglied der Reichsarbeitsgemeinschaft für Chemie und Mitglied des Verwaltungsausschusses des Kaiser-Wilhelm-Instituts. 1927 wurde er in das Kuratorium der Chemisch-technischen Reichsanstalt berufen. Oppenheim war auch Mitglied im Hauptausschuss des Reichsverbandes der Deutschen Industrie.

## Titel und Ehrungen
Oppenheim erhielt den Titel eines Geheimen Regierungsrates. 1922 verlieh ihm die Technische Hochschule Berlin anlässlich seines 70. Geburtstages den Dr.-Ing. ehrenhalber. 1927 erhielt er von der Deutschen Chemischen Gesellschaft die August-Wilhelm-von-Hofmann-Medaille.
Am 14. Juli 2016 wurde an seinem ehemaligen Wohnort, Berlin-Wannsee, Zum Heckeshorn 38, eine Berliner Gedenktafel enthüllt.